# Yanaqucha (Cangallo)
Yanaqucha (composé en Quechua de yana noir, très sombre, et de qucha, le lac "lac noir", orthographe hispanique Yanacocha) est un lac au Pérou situé dans la région d'Ayacucho, province de Cangallo, district de Chuschi,.